# Benjamin Bourigeaud
Benjamin Bourigeaud (Calais, 14 januari 1994) is een Frans voetballer die doorgaans als centrale middenvelder speelt. Hij verruilde RC Lens in juli 2017 voor Stade Rennais.

## Clubcarrière
Bourigeaud speelde in de jeugd bij Calais Beau Marais F., Ent. S. Calaisis Coulogne en RC Lens. Op 11 november 2013 debuteerde Bourigeaud in de Ligue 2 in het competitieduel tegen Chamois Niortais. In zijn debuutseizoen speelde hij 16 competitieduels. In 2014 promoveerde RC Lens naar de Ligue 1. Op 24 oktober 2014 scoorde hij zijn eerste doelpunt als prof in de uitwedstrijd tegen Toulouse.

## Interlandcarrière
Bourigeaud debuteerde in 2014 voor Frankrijk –20, waarvoor hij twee interlands speelde.

## Erelijst
| Coupe de France | 1x | 2018/19 |

1 Gallon ·
2 Hateboer ·
3 Truffert ·
4 Wooh ·
5 Theate ·
6 Matusiwa ·
7 Grønbaek ·
8 Santamaria ·
9 Kalimuendo ·
10 Gouiri ·
11 Blas ·
14 Bourigeaud ·
22 Assignon ·
23 Omari ·
28 Kamara ·
30 Mandanda  ·
33 D. Doué ·
34 Salah ·
36 Seidu ·
38 Jaouab ·
39 Lambourde ·
40 Lembet ·
41 Do Marcolino ·
43 Nagida ·
55 Østigård ·
80 Alemdar ·
Coach: Génésio
· Keeperstrainer: Sorin